# Donacoscaptes mlanjella
Donacoscaptes mlanjella là một loài bướm đêm trong họ Crambidae.